# Acinipe deceptoria
Acinipe deceptoria is een rechtvleugelig insect uit de familie Pamphagidae. De wetenschappelijke naam van deze soort is voor het eerst geldig gepubliceerd in 1878 door Bolívar.
1. ↑  (en) Acinipe deceptoria op de IUCN Red List of Threatened Species.